# Leontocebus cruzlimai
Leontocebus cruzlimai  is een zoogdier uit de familie van de klauwaapjes (Callitrichidae). De wetenschappelijke naam van de soort werd voor het eerst geldig gepubliceerd door Philip Hershkovitz in 1966. Vroeger werd de soort gerekend als een ondersoort van de bruinrugtamarin, maar het is gebleken dat dit een aparte soort is.

## Voorkomen
De soort is endemisch in Brazilië.